# Сангарі (Південна Кароліна)
Сангарі (англ. Sangaree) — переписна місцевість (CDP) в США, в окрузі Берклі штату Південна Кароліна. Населення — 7781 особа (2020).

## Географія
Сангарі розташоване за координатами 33°1′58″ пн. ш. 80°7′31″ зх. д. / 33.03278° пн. ш. 80.12528° зх. д. (33.032729, -80.125289).  За даними Бюро перепису населення США в 2010 році переписна місцевість мала площу 5,26 км², уся площа — суходіл.

## Демографія
Згідно з переписом 2010 року, у переписній місцевості мешкало 8220 осіб у 2893 домогосподарствах у складі 2260 родин. Густота населення становила 1563 особи/км².  Було 3040 помешкань (578/км²).
Расовий склад населення:
| - 70,4 % — білих - 23,6 % — чорних або афроамериканців - 1,1 % — азіатів - 0,8 % — корінних американців - 0,2 % — вихідців з тихоокеанських островів - 1,1 % — осіб інших рас |

До двох чи більше рас належало 2,8 %. Частка іспаномовних становила 4,8 % від усіх жителів.
За віковим діапазоном населення розподілялося таким чином: 28,0 % — особи молодші 18 років, 65,1 % — особи у віці 18—64 років, 6,9 % — особи у віці 65 років та старші. Медіана віку мешканця становила 33,6 року. На 100 осіб жіночої статі у переписній місцевості припадало 93,4 чоловіків;  на 100 жінок у віці від 18 років та старших — 90,2 чоловіків також старших 18 років.
Середній дохід на одне домашнє господарство  становив 56 243 долари США (медіана — 50 926), а середній дохід на одну сім'ю — 58 447 доларів (медіана — 54 506). Медіана доходів становила 41 392 долари для чоловіків та 33 557 доларів для жінок. За межею бідності перебувало 18,3 % осіб, у тому числі 33,2 % дітей у віці до 18 років та 14,0 % осіб у віці 65 років та старших.
Цивільне працевлаштоване населення становило 3821 особа. Основні галузі зайнятості: роздрібна торгівля — 17,7 %, освіта, охорона здоров'я та соціальна допомога — 16,6 %, виробництво — 12,0 %, науковці, спеціалісти, менеджери — 7,6 %.